# Kate Austen (Lost)
Katherine "Kate" Austen a Lost c. sorozat szereplő, akit Evangeline Lilly alakít.

## A repülőgép lezuhanása előtt
Kate Iowa-ban született 1977-ben. Anyja Diane Janssen, aki egy kávéházban dolgozik felszolgálóként. Apja egy Wayne nevű pasas, de ezt csak felnőttként tudja meg, mivel anyja második férje, Sam Austen neveli fel. Ám felnőtt korában anyja elhagyja Sam-et, és újra visszamegy Wayne-hez. A férfi erőszakos és alkoholista lett, akit minden este Kate-nek kell lefektetnie. Diane-t is gyakran megüti. Kate születésnapi ajándékot készít "apjának", Samnek, s ehhez néhány háborús képet keres róla. 
Talál egy képet, amin apja a háborúban van, ám a kép Kate születése előtt 4 hónappal készült. Kate ebből rájön, hogy Wayne az igazi apja. Kate dühében, s mert nem karja, hogy anyja egy ilyen ember mellett éljen, mint Wayne, egy este felrobbantja anyja házát – Wayne-nel együtt. Kate másnap felkeresi Diane-t a kávéházban, és átad neki egy lakásbiztosítási papírt. Diane rájön, mit tett a lánya, és jelenti a rendőrkapitányságon. Kate éppen megpróbálná elhagyni az országot, amikor a békebíró, Edward Mars elkapja őt.
A békebíró épp a kapitányságra szállítja kocsijával, amikor egy fekete ló megy át előttük az úton, s a kocsi fának csapódik. Kate kihasználja a helyzetet, és kidobja Edward-ot a kocsiból, majd elhajt.
Később Lucy álnéven visszatér Iowa-ba, hogy megmagyarázza anyjának tettének okát. Azonban miután találkozik a csaló Cassidy Phillips-szel, rádöbben, hogy egymaga nem járhat sikerrel.
Segítségével végül sikerül kettesben maradnia az anyjával az étkező mosdójában. Megdöbbenve hallja, hogy bűnei ellenére anyja még mindig szerette Wayne-t. Figyelmezteti lányát, hogy ha még egyszer meglátja, segítségért fog kiáltani. Ezzel Kate újra elhagyja az államot.
Miközben folyamatos menekülésben kell élnie, anyjánál rákot diagnosztizálnak, s ezért kórházba szállítják. Kate gyerekkori legjobb barátja, Tom Brennan segítségével jut be hozzá. Bocsánatot kér anyjától amiért annyi szenvedést okozott neki az évek során. Diane azonban nem akarja végighallgatni őt, s ezért segítségért kiáltozik. Kate elrohan, még mielőtt az orvos odaérne. Ez volt az utolsó alkalom, hogy Kate és az anyja találkozhatott, mivel nem sokkal később Diane meghalt. Tom és Kate az előbbi kocsijával menekülnek el a kórházból, de a rendőrség üldözőbe veszi őket. Kate arra kéri Tomot, hogy szálljon ki a kocsiból, mert nem akarja, hogy megsérüljön. Azonban Tom nem akarja magára hagyni Kate-et a bajban. Katenek sikerül leráznia a zsarukat, de Tom megsérül és meghal. Kate a kocsiban hagyja Tom gyerekkori játékrepülőjét.
Kate Floridába tovább menekül álnéven, Monica-ként és feleségül megy egy rendőrtiszthez, Kevin Callishoz. Élete rendeződni látszódik, már csak amiatt kell nyugtalankodnia, hogy Edward Mars egy nap még a nyomára akad. Egy nyilvános telefontól felhívja őt, és megkéri, hogy ne üldözze őt tovább. Edward azt ígéri, hogy ha egy helyben marad, és végre letelepedik, így tesz. Társa eközben megpróbálja bemérni a hívás helyét, de Kate még időben lerakja a kagylót.
Kate vesz egy terhességi tesztet, mert úgy véli teherbe esett. Nagyon megkönnyebbül a negatív eredményt látva. Egy napon végül úgy dönt, hogy elmondja Kevin-nek, ki is ő valójában. Kevin először azt hiszi, „Monica” csak szórakozik vele, de Kate mindent bevall neki. Férje érdekében gyógyszert kever az üdítőjébe, amitől Kevin elkábul. Kate otthagyja Kevint.
Miután többször is felhívja a békebírót, Kate megtudja, hogy Tom játékrepülőjét egy új-mexikói bankban tartja. Kate elcsábít egy Jason nevű bűnözőt, hogy segítségével megszerezze azt. Ezt követően, Kate Ausztráliába repül, ahol 4 hónapig dolgozik egy Ray Mullen nevű farmernél. Ray megpillantja Kate körözési plakátját a postán, s mivel szüksége van a pénzre, jelenti őt a rendőrségen. Kate egy éjszaka el akar szökni Ray házából, de Ray észreveszi őt, és azzal bírja maradásra, hogy ő majd kiviszi őt másnap az állomásra. Másnap, az autóban, Kate rájön, hogy a nyomában vannak. Megpróbálja menekülőre fogni, és a kocsi felborul. Ray súlyosan megsérül, ezért Kate kivonszolja őt az autóból. Emiatt azonban, Edward utoléri Katet. Felszállnak az Oceanic 815-ös járatára, hogy visszarepüljenek az Egyesült Államokba, ahol Kate-et bíróság elé állítják.

## A szigeten

### Első évad (1-44. nap)
Szinte karcolások nélkül túléli a zuhanást. Segít Jack-nek összeöltenie a sebét. Megtudja, hogy Edward Mars súlyosan megsérült.
Jack és Charlie társaságában elmennek a pilótafülkéhez. Kate felismeri Charliet, aki egy barátnőjének nagy kedvencében, a Drive Shaft-ben játszott. A pilótafülkében megtalálják a pilótát, aki már több órája fekszik egy helyben. Miután adnak egy kis vizet neki, a pilóta elmondja a katasztrófa körülményeit. Kate sehol sem találja Charliet. észreveszi, hogy a mosdóban van. Nem sokkal később, meghallják a „szörny” gépies, ijesztő hangját, majd Kate szemtanújává válik, ahogy az a valami magával ragadja a pilótát. Villámgyorsan menekülőre fogják, de Jack lemarad. Kis idő után megtalálja őt Charlie segítségével. Észreveszi a pilóta széttépett testét egy fölötte lévő fán.
Sayid, és több túlélő társaságában ő is felmászik a parthoz közeli hegyre, hogy adást tudjanak küldeni a jeladóval. Ám a várt „felmentősereg” helyett egy francia nő segélykérését hallják. Bár megegyeznek, hogy nem szólnak róla senkinek, Kate mégis elmondja Jacknek. Mindeközben, Jack és Hurley megtudták, hogy Kate körözés alatt áll. Kate megpróbálja elmagyarázni ennek okát Jacknek, de Jack szerint ez már egyáltalán nem számít, mivel a szigeten mindenki tiszta lappal indíthat.
Mivel nem képes rá, hogy megölje a szenvedő békebírót, pisztolyt ad Sawyernek, hogy végezzen vele.
Néhány nappal később, Kate megcsókolja Sawyert, hogy elmondja neki, hol vannak Shannon asztmagyógyszerei. Kiderül, hogy az inhalátorok nem is nála voltak, ezért Kate felpofozza őt. Azonban Kate bármennyire is próbálja elkerülni a kapcsolatot Sawyerrel, szinte mindig együtt vannak. Egy napon, együtt úszik vele egy tónál, s a víz alatt megtalálják a békebíró bőröndjét. Sawyer nem akarja odaadni Katenek a táskát, de Jack segítségével Kate végül megszerzi azt. Kiveszi belőle a már igen hiányolt játékrepülőt.
Kate Jackhez és Sawyerhez is közel kerül. Igaz, ezt még magának sem akarja bevallani.
Kate attól tart, hogy ha egy napon megérkezik a mentőcsapat a túlélőkért a szigetre, őt egyből börtönbe zárják. Egyetlen esélynek azt gondolja, ha ő is elhagyja a szigetet Michael tutajával. Megszerzi az egyik halott túlélő útlevelét, hogy új személyazonosságot szerezzen. Sawyer azonban – aki időközben szintén tudomást szerzett Kate múltjáról – leleplezi Kate-et a túlélők előtt, mivel nem akarja, hogy Kate elfoglalja a helyét a tutajon.
A tutaj Kate nélkül hagyja el a sziget partját, s eközben Kate John Locke, Jack és Rousseau társaságában elmegy a Fekete Sziklához dinamitért, amivel később kirobbantják a „bunker” ajtaját.

### Második évad (44-67. nap)
Kate észreveszi, hogy az ajtóra belülről a "Quarantine" (KARANTÉN) feliratot írták. Jack úgy dönt, majd másnap ereszkednek le, így hát visszatérnek a táborba. Kate az éj leple alatt Locke társaságában visszaoson. Locke egy kötélen próbálja leereszti Kate-et. Kate azt veszi észre, hogy valami húzza lefelé.
Odalent, miután Locke is utána ment, az lent élő fickó, Desmond arra szólítja fel Kate-et, hogy kötözze meg Johnt. Locke azonban beszámol Desmondnak arról, hogy Kate egy szökevény, és inkább őt kellene megkötözni. Locke megkötözi, majd egy raktárba zárja őt. Ám Kate nem sokáig marad egy helyben: kioldozza a kötést, és megkeresi a villanykapcsolót. Miután felkapcsolja a lámpát, észreveszi, hogy a szoba, ahová zárták tele van élelemmel. Kate megkóstol, és zsebre rak néhány Apollo-szeletet, majd a szellőzőcsatornán keresztül próbál menekülni. Hallja Jack hangját, ezért kiáltozni kezd utána. De Jack nem hallja meg a Desmond által elindított lemezjátszótól.
Kate a szellőzőrendszeren keresztül egy fegyvertárba jut. Megtölt egy puskát, majd hátulról leüti vele Desmondot. A fegyver azonban elsül, és eltalálja a számítógépet. Kate elmegy Sayidért, hátha ő meg tudja javítani. Visszatérvén, segít helyreállítani a rendszert.
Pár nappal ezután, Kate éppen Jackkel golfozik, amikor észreveszi, hogy egy néger pasas Sawyer-rel a hátán közeledik feléjük. A bunkerben segít Jack-nek megitatni Sawyer-rel az orvosságot. Később felügyel is rá.
Jack elküldi őt gyümölcsért, hogy végre elmozduljon Sawyer mellől. Kate egy fekete lóra lesz figyelmes a dzsungelben. Hasonlót (vagy talán ugyanazt), amit egykor menekülése közben is látott. Visszatérvén Sawyerhez, összetör neki egy kis gyümölcsöt, hogy végre egyen valami szilárdat. Sawyer azonban hirtelen rátámad Kate-re. „Megöltél. Mért tetted ezt velem?”-kérdezi Sawyer magánkívül. Kate megijed a történtektől, és magára hagyja Sawyert. Megkérdezi Charliet, szerinte vannak e a szigeten lovak. Charlie nem tartja valószínűnek, hogy lennének.
Jack utoléri Katet, majd afelől faggatja őt, hogy mért hagyta egyedül a beteg Sawyert. Kate zaklatottságában megcsókolja Jacket, majd elrohan.
Kate visszamegy Sawyerhez, majd mivel azt hiszi, hogy Wayne szelleme él benne, elmondja neki, mért ölte meg. Sawyer azonban időközben magához tért. Kate kiviszi őt egy kicsit a friss levegőre. A fekete ló újra megjelenik. A lovat Sawyer is látja, így Kate megnyugszik, hogy nem őrült meg.
Amikor Jackék Michael keresésére indulnak, Kate is utánuk megy, de a "Többiek" foglyul ejtik. Tom arra használja fel őt, hogy megszerezze a túlélők fegyvereit.
Kate elmegy a vonalhoz, amit Tom határként jelölt meg, hogy üzletet kössenek. Hamarosan előbukkan Michael. Kate is szerepel a listán, amit Michael a "Többiek"-től kapott, így Michael Jack-kel, Sawyer-rel és Hurley-vel együtt a "Többiek" csapdájába juttatja őt.

### Harmadik évad (68-93. nap)
Miután Kate felébred, Tom arra kötelezi, hogy zuhanyozzon le, majd vegyen fel egy új ruhát. Elvezetik egy tengerpart melletti pavilonhoz, ahol „Henry”-vel reggelizik. „Henry” azt mondja, azért hívatta őt ide, hogy legyen valami kellemes élménye, mert az elkövetkező két hét eléggé kellemetlen lesz. Ezután Kate-et egy állatketrecbe zárják, Sawyerrel szembe. Kate Jack felől érdeklődik tőle, de Sawyer sem tudja hol lehet.
Kate-et Sawyerrel együtt arra kényszerítik, hogy mindennap egy kőfejtőben dolgozzon. Egyszer, Sawyer abbahagyja a munkát és megcsókolja Kate-et. Ennek természetesen megvannak a következményei. Amikor Sawyer szökni próbál, Juliet fegyvert fog Kate-re, hogy letegyen szándékáról. Miután visszatérnek a ketreceikbe, megtárgyalják a "Többiek" gyenge pontjait. Egymás iránti érzéseik is szóba kerülnek.
Amikor Sawyer azt hiszi, hogy egy életveszélyes eszközt szereltek föl a szívére, Kate felfedezi, hogy a ketrec tetején könnyedén ki tud mászni. Ki akarja szabadítani Sawyert, hogy együtt megszökjenek, de Sawyer erősen ellenkezik. Kate nem akar egyedül elmenni, így visszamászik a ketrecébe.
Juliet rábeszéli Kate-et, hogy menjen el vele Jack-hez, és győzze meg, hogy műtse meg Bent. Juliet azt mondja, csak így akadályozhatja meg, hogy Pickett megölje Sawyert. Kate végre újra találkozik Jack-kel. Eleinte örülnek egymás viszontlátásának, de amikor Jack megtudja, miért van itt Kate, menten megdühödik rá. Kate nem hajlandó letenni arról, hogy megmenti Sawyert. Ismét kimászik a ketrecéből, és egy szikladarabbal szétveri Sawyer ketrecének lakatját. Sawyer felfedi neki, hogy nem tudnak elmenekülni innen, mert nem azon a szigeten vannak, ahol a repülőgéppel lezuhantak. Megtudva, hogy Sawyer mindezt az ő érdekében nem akarta elmondani, megcsókolja őt, majd szeretkeznek.
Másnap reggel Pickett és Jason eljönnek megölni Sawyert. Kate könyörög Sawyer életéért, de teljesen hiába. Szerencsére, Pickettet az utolsó pillanatban félbeszakítja az adó-vevője. Tom arra utasítja, engedje meg Kate-nek, hogy beszéljen Jack-kel. Jack azt kéri tőle, hogy meneküljön el, és ha biztonságba kerül, vegye fel vele a kapcsolatot, majd mondja el neki a történetet, amit a zuhanás napján mesélt.